# Šerák
Il monte Šerák è una montagna con altitudine massima di 1351 m sul livello del mare, facente parte della catena montuosa del Hrubý Jeseník, nella Repubblica Ceca orientale. È incluso nel parco nazionale Šerák-Keprník.